# Евелтон
Евелтон (*Ευέλθων, д/н —бл. 525 до н. е.) — цар Саламіну у 560—525 роках до н. е. Перший володар Саламіну, про якого існують достеменні відомості.

## Життєпис
Походив з династії Тевкридів. Про баткьів замало відомостей. Став панувати в Саламіні близько 560 року до н. е. Визнав зверхність перського царя Ксеркса I, проте ця залежність була суто номінальною. Він зумів встановити зверхність над більшість грецьких міст острова.
Найважливішою відомою подією став початок карбування власної срібної монети: на реверсі було зображення барана, на аверсі — ім'я Евертона.
Також відмовив у підтримці поваленого кіренського царя Аркесілая III, якому запропонував звернутися до Дельфійського оракула. Помер близько 525 року до н. е. Ймовірно його син Сіром, що був співправителем, спадкував Евелтону.